# Chinees-Indonesische achternaam
Een Chinees-Indonesische achternaam is een Indonesische achternaam die door Chinese Indonesiërs wordt gebruikt. Door gedwongen assimilatiepolitiek van de Indonesische overheid en de vrees voor verergering van rassendiscriminatie hebben heden vele Chinezen in Indonesië een Indonesische achternaam. De Chinezen die nu nog steeds hun oorspronkelijke Chinese familienaam gebruiken in het openbaar, romaniseren hun naam meestal volgens het Minnanyu dat geschreven wordt in Nederlandse spelling. Voorbeelden zijn "Liem" en "Thé". Een veel voorkomende Indonesische achternaam is de toevoeging van "El" dit dateert uit de oudere stam.

## Geschiedenis
De verandering van Chinese familienamen in Indonesische achternamen begon in 1965, toen de overheid onder het roer van Soeharto kwam en Anti-Chinese wetten in Indonesië vervaardigde. Pas in 2000 kwam er een einde aan zijn bewind en Chinezen mochten hun familienaam weer in het Minnanyu veranderen. Maar velen gebruiken nog steeds hun Chinees-Indonesische achternaam.

## Voorbeelden
| Chinese familienaam | Minnanyu, Chaozhouhua                                               | andere dialecten zoals Hakka, Kantonees) | Indonesische naam |
| ------------------- | ------------------------------------------------------------------- | ---------------------------------------- | --- |
| 陳 (Chén)           | Tan                                                                 | Tjhin                                    | Tandubuana, Tanardo, Tanto, Hertanto, Hartanto, Tanoto, Tanu, Tanutama, Soetanto, Cendana, Tanudisastro, Tandiono, Tanlain, Tanujaya, Santoso, Tanzil, Tanasal, Tanadi, Tanusudibyo, Tanamal, Tanamas, Taniwan, Tanuwidjaja, Tanuseputro, Tanumihardja, Tanaya, Tanjaya, Tandika, Tanandar, Hartanoeh, Tanesia, Tjandra, Perwata of andere namen beginnend met het voorvoegsel Tanu- |
| 鄧 (Dèng)           | Teng, Thung                                                         |                                          | Tenggara, Tengger, Ateng |
| 馮 (Féng)           | Phang                                                               | Phang, Foeng                             | Pangestu |
| 郭 (Guō)            | Kwee, Kwik                                                          | Kwok                                     | Kusumawidjaja |
| 韓 (Hán)            | Han                                                                 | Ham                                      | Handjojo, Handaya, Handoko, Suhandi, Handoyo |
| 洪 (Hóng)           | Ang                                                                 | Foeng, Hoeng                             | Anggawarsito, Anggakusuma, Angela, Angkiat, Anggoro, Anggodo, Angkasa, Anggraini |
| 黃 (Huáng)          | Oei, Oey, Ng, Wie                                                   | Bong, Wong                               | Darwis, Wienathan, Wibowo, Wijaya, Winata, Widodo, Winoto, Willy, Wiryo, Wirya, Wiraatmadja, Winarto, Witoelar, Winardi, Wibisono, Wiryono, Wiranata, Wiyono, Wijono |
| 江 (Jiāng)          | Kang                                                                | Kong                                     | Kangean |
| 賴/赖 (Lài)         | Lai, Lay, Laij                                                      |                                          | Laya |
| 李 (Lǐ)             | Li, Lie, Lee                                                        | Li, Lie, Lee                             | Lijanto, Liman, Leman, Liedarto, Rusli, Lika, Aliwarga, Nauli, Romuli |
| 梁 (Liáng)          | Nio                                                                 |                                          | Neonardi, Antonio |
| 林 (Lín)            | Liem, Lim                                                           | Liem, Lim                                | Halim, Halimkusuma, Wono, Limanto, Limantoro, Limijanto, Limarta, Taslim, Wanandi, Liemena, Alim, Limawan, Linus, Ruslim, Mursalim, Linanto, Talim, Talin, Nursalim, Salim |
| 劉 (Liú)            | Lau, Lauw                                                           | Lioe                                     | Mulawarman, Lawang, Lauwita, Leo, Lawardi, Pahlawan, Lawrence |
| 陸 (Lù)             | Liok, Lioek                                                         |                                          | Loekito, Loekman |
| 呂 (Lǚ)             | Loe, Lu                                                             |                                          | Loekito, Luna, Lukas, Lunardy |
| 司徒 (Sītú)         | Sieto                                                               | Szeto, Seto, Siehu, Suhu                 | Lutansieto, Suhuyanli, Suhuyanly |
| 沈 (Shěn)           |                                                                     |                                          | Boedihardjo |
| 蘇 (Sū)             | Souw, So, Soe, Su                                                   |                                          | Suwandi, Soekotjo, Soehadi, Sosro, Solihin, Soeganda, Solikin, Soegihartanto |
| 余 (Yú)             | Ie, Oe                                                              | Jie                                      | Iman, Ibrahim, Iskandar |
| 王 (Wáng)           | Ong                                                                 | Wong                                     | Onggo, Ongko, Wangsadinata, Wangsa, Radja, Wongsojoyo, Ongkowijoyo, Onggano |
| 溫 (Wēn)            | Oen                                                                 | Boen, Woen                               | Benyamin, Bunyamin, Budiman, Gunawan, Basirun, Bunda, Wendi, Unang, Buntaran, Budiono |
| 吳 (Wú)             | Go, Gouw, Goh                                                       | Ng                                       | Bagus, Bagoes, Prayogo, Gondo, Sugondo, Gozali, Wurianto, Gunawan, Gotama, Utama, Widargo, Sumargo |
| 伍, 仵 (Wǔ)         | Go, Gouw, Goh                                                       | Ng                                       | Bagus, Bagoes, Prayogo, Gondo, Sugondo, Gozali, Wurianto, Gunawan, Gotama, Utama, Widargo, Sumargo |
| 武 (Wǔ)             |                                                                     |                                          | Bagus, Bagoes, Prayogo, Gondo, Sugondo, Gozali, Wurianto, Gunawan, Gotama, Utama, Widargo, Sumargo |
| 烏, 鄔 (Wū)         |                                                                     |                                          | Bagus, Bagoes, Prayogo, Gondo, Sugondo, Gozali, Wurianto, Gunawan, Gotama, Utama, Widargo, Sumargo |
| 古 (Gǔ)             |                                                                     | Khoe                                     | Kurniawan |
| 曹 (Cáo)            | Tjo                                                                 |                                          | Cokro, Vonco |
| 許 (Xǔ)             | Kho, Khouw, Khoe                                                    |                                          | Komar, Kurnia, Kurniawan, Kusnadi, Kusuma, Kumala, Komarudin, Kosasih, Khoosasi, Kowara |
| 謝 (Xiè)            | Cia/Tjia                                                            |                                          | Ciawi, Syariel, Tjhia, Sieto, Sinar, Sindoro, Tjahjadi |
| 楊 (Yáng)           | Njoo, Nyoo, Jo                                                      | Yong                                     | Muljoto, Inyo, Yongki, Yoso, Yohan, Yorensin, Nyoto, Sutaryo |
| 葉 (Yè)             | Yap/Jap                                                             |                                          | Yapardi, Yapip |
| 曾 (Zēng)           | Tjan                                                                |                                          | Tjandra, Chandra, Chandrawinata, Candrakusuma, Tjandrakusuma, Tjandrawinata |
| 張 (Zhāng)          | Thio, Tio, Theo, Teo                                                | Chang, Tjong                             | Canggih, Chandra, Setyo, Setio, Susetyo, Sulistio, Susantyo, Kartio, Setiadi, Prasetyo/Prasetya, Sutiono |
| 鄭 (Zhèng)          | Te, The, Thé                                                        |                                          | Subagyo, Suteja, Teja, Teddy, Tedjokumoro, Tejarukmana, Tedjamulia |
| 周 (Zhōu)           | Tjhiau, Tjhau, Tjeeuw, Chow, Tjhou, Tjoe, Tjioe, Joe, Jou, Jue, Jow |                                          | Juanda, Juano, Juanita |